# 同富村
同富村是臺灣南投縣信義鄉的一個村，位於該鄉西南部陳有蘭溪流域，東依東埔村，西接神木村，南鄰嘉義縣阿里山鄉，北與卡里布安村接壤。村內有同富（Hosa和社）與桐林（Vivio桐仔林）等聚落。

## 交通動線
- 臺21線（新中橫公路，玉平橋、愛玉橋、草坪橋、單吉娜橋、大勇橋）
  - 投93線（桐林橋、桐仔林橋）
- 沙里仙林道

## 設施與景點

### 同富
由日治時期的ホサ社（Hosa和社）一部落所組成。
| - 南投縣立同富國民中學 - 南投縣立同富國民小學 - 南投縣政府警察局 - 信義分局和社派出所 | - 國立臺灣大學 - 生物資源暨農學院 - 實驗林管理處對高岳營林區 - 南投縣政府消防局玉山分隊 |

### 桐林
| - 南投縣立桐林國民小學 - 草坪頭玉山觀光茶園 - 沙里仙虹鱒養殖場 - 夫妻樹 - 大鐵杉 | - 交通部公路總局 - 第二區養護工程處信義工務段 - 新中橫工作站 - 內政部營建署玉山國家公園 - 塔塔加遊客中心 |

## 自然景觀
| - 陳有蘭溪 - 和社溪 - 頭坑溪 - 沙里仙溪 - 烏乾坑溪 | - 同富山 - 東埔山 - 麟趾山 |